# FK Anjí Makhatxkalà
El FK Anjí Makhatxkalà (rus: Футбо́льный клуб «Анжи́» Махачкала́, Futbolni klub "Anjí" Makhatxkalà), també escrit com FK Anzhi o FK Anji, és un club de futbol rus de la ciutat de Makhatxkalà (Daguestan).

## Història

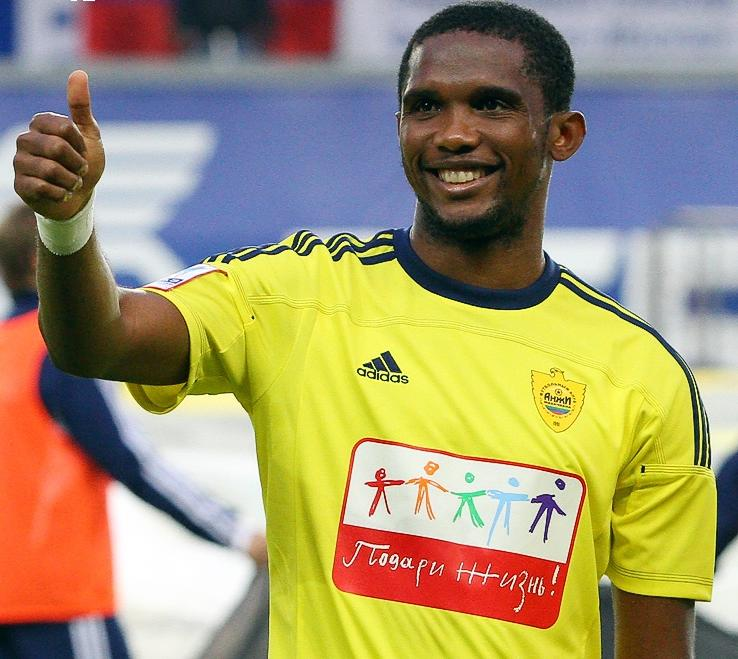
Samuel Eto'o fou capità de l'equip fins al 2013.

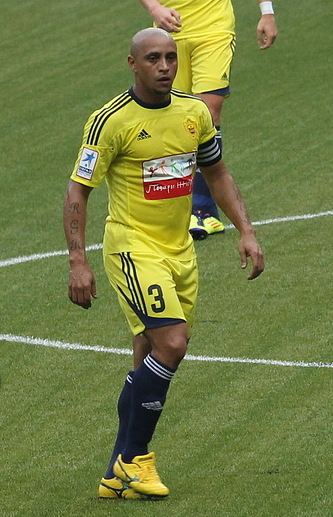
Roberto Carlos el 2011.

El club va ser fundat el 1991. El 18 de gener de 2011, el club va ser comprat pel multimilionari Suleiman Kerímov, i fitxà grans futbolistes com Samuel Eto'o i l'entrenador Guus Hiddink.
Es classificà per la UEFA Europa League 2012-13, on jugà amb Budapest Honvéd, Vitesse i AZ Alkmaar. En la fase de grups fou segon darrere el Liverpool, eliminant en la següent ronda el Hannover 96, però essent eliminat pel Newcastle United.

## Referències

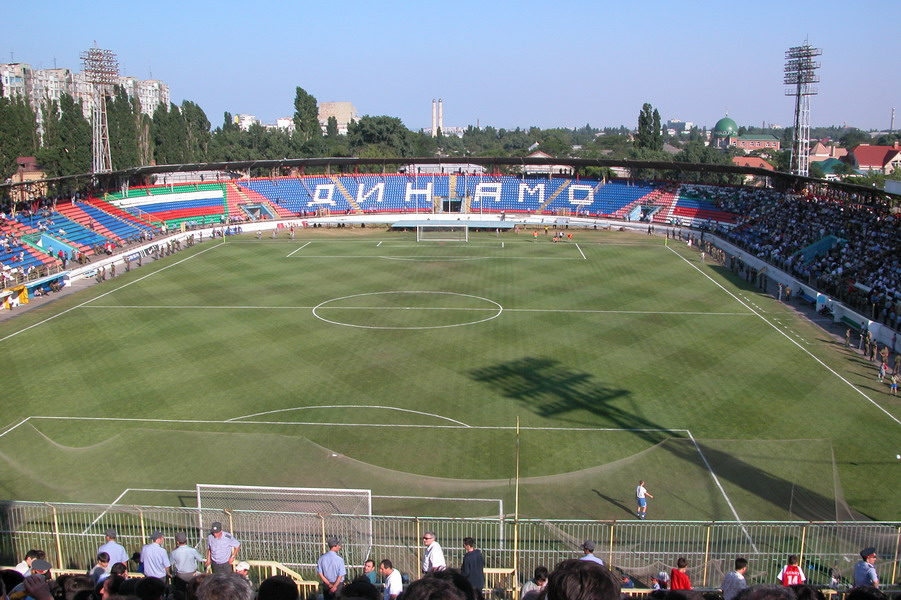
Anzhi jugà a l'estadi Dynamo fins al 2013.

## Palmarès
- Segona divisió russa de futbol: 
  - 1999, 2009